# Pier Giorgio Frassati
Pier Giorgio Frassati (Turín, 6 de abril de 1901-Turín, 4 de julio de 1925) fue un joven laico dominico italiano miembro de la Acción Católica, institución en la que ingresó a los 15 años de edad. Fue un gran alpinista. Es venerado como beato de la Iglesia católica. Su canonización está prevista para el 7 de septiembre de 2025 por el papa León XIV.

## Biografía
Frassati nació el 6 de abril de 1901, Sábado Santo, en el seno de una familia acomodada: su padre era Alfredo Frassati(28 de septiembre de 1868-21 de mayo de 1961; agnóstico , propietario del periódico liberal La Stampa) y Adélaïde Ametis (17 de febrero de 1877-18 de junio de 1949), pintora.  Su única hermana fue Luciana Frassati Gawronska (18 de agosto de 1902-7 de octubre de 2007). Su padre también participó activamente en la política nacional y sirvió en el Senado italiano antes de convertirse en embajador de Italia ante Alemania. Sus padres se casaron el 5 de septiembre de 1898. Su madre, artista, expuso sus obras en un evento en Venecia, donde el rey Víctor Manuel III adquirió algunas de ellas. Sus abuelos paternos fueron Pietro Frassati y Giuseppina Coda Canati.
La situación económica de la familia es por lo tanto feliz, pero no desde el punto de vista afectivo: el padre y la madre se ponen poco de acuerdo y educan a sus hijos desde un punto de vista rígido. La hermana de Pier Giorgio, Luciana, contaba que "la casa señorial en la que vivíamos parecía un cuartel". La familia, en suma, le transmite un duro sistema de reglas y deberes; la fe es impartida únicamente por la madre.
La inclinación de Frassati por ayudar a los demás se manifestó en su infancia. En una ocasión, siendo niño, al abrir la puerta se encontró con una madre mendigando con su hijo descalzo. Su respuesta fue quitarse los zapatos y dárselos al niño. En 1909, su padre se negó a ayudar a un hombre que llamó a su puerta porque estaba borracho. Frassati, sollozando, se lo contó a su madre, quien le indicó que buscara al hombre y lo llevara a la casa para comer. Su primera confesión tuvo lugar en la iglesia de Corpus Christi el 20 de junio de 1910, y recibió la Primera Comunión el 19 de junio de 1911; recibió la Confirmación en su parroquia el 10 de junio de 1915.
Estudia primero privadamente, después frecuenta la escuela estatal, pero no demuestra mucho entusiasmo por el estudio y sufre una suspensión. Es inscrito en el liceo clásico Massimo D'Azeglio, pero por continuar una carrera escolástica pobre, la familia lo confía al salesiano don Antonio Cojazzi, que además ha desarrollado la carrera de maestro de literatura, y lo acerca a la espiritualidad cristiana.

Frassati se dedicó a obras de acción social que unían a las personas en camaradería para combatir las desigualdades. Se opuso al fascismo y no apoyó el régimen de Benito Mussolini. Fue arrestado en Roma mientras protestaba junto al Congreso de la Juventud Obrera Católica de 1921. Participó en grupos estudiantiles, así como en el Apostolato di preghiera y en Acción Católica (a la que se unió en 1919), a la que se dedicó por completo.

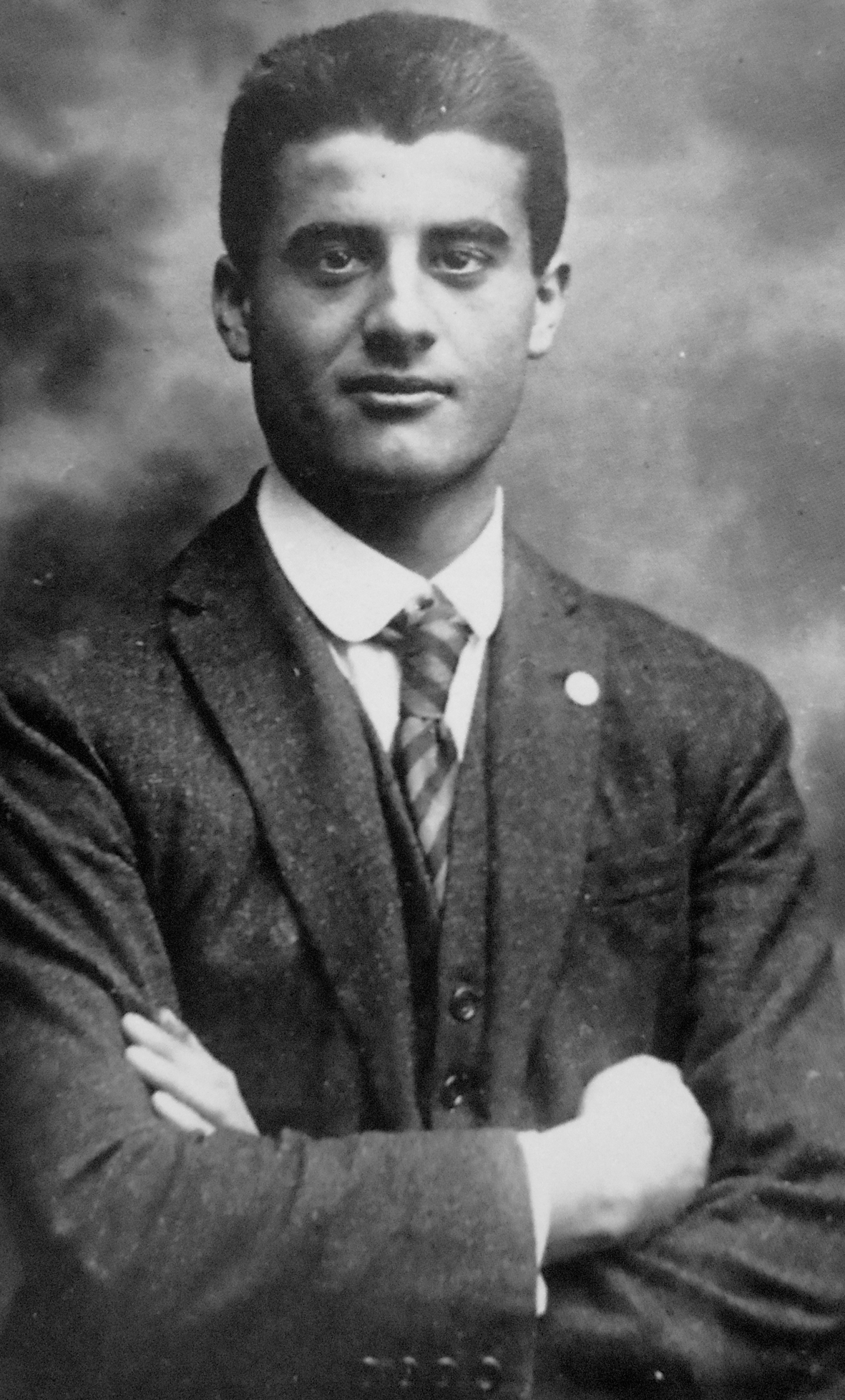
Frassati en 1920.

Frassati también se convirtió en miembro profeso de la Tercera Orden de Santo Domingo el 28 de mayo de 1922 para imitar el ejemplo de Domingo de Osma, donde asumió el nombre religioso de "Girolamo" en honor a Girolamo Savonarola. También fue devoto de las enseñanzas de Tomás de Aquino y Catalina de Siena. Las enseñanzas del apóstol Pablo también lo inspiraron, y este santo se menciona en diversas cartas de Frassati.
Ayudó a fundar un periódico llamado Momento, cuyos principios se basaban en la Rerum novarum del Papa León XIII. Se unió a una conferencia de San Vicente de Paúl en 1918 y dedicó gran parte de su tiempo a ayudar a los pobres y desfavorecidos. En 1918, comenzó sus estudios de ingeniería, en el Politécnico de Turín -donde empieza a interesarse por el carisma de la Orden de Predicadores-, y elige Ingeniería Industrial Mecánica. Tiene en la mente el sector minero y convertirse en ingeniero de minas, con el fin de poder trabajar cerca de los operarios pobres. Quería hacerlo para «servir mejor a Cristo entre los mineros». Al graduarse, su padre le ofreció un coche o un fondo considerable. Eligió esto último para donarlo a los pobres en lugar de usarlo para sí mismo. También proporcionó una cama a un tuberculoso en una ocasión, además de mantener a los tres hijos de una viuda enferma y encontrar un lugar para una mujer desahuciada. Durante sus estudios, se sintió atraído por, Laura Hidalgo, una chica cuya franqueza y bondad lo impresionaron. Nunca salió con ella porque temía que sus padres no la aprobaran. Esto le impulsó a renunciar a cualquier relación, tal como le confió a su hermana.
Su talento parecía ilimitado, pues era un ávido montañero y atleta que nadaba bien e incluso recitaba pasajes de Dante con relativa facilidad. Frassati era miembro del Club Alpino Italiano y escalaba montañas como el Grand Tournalin y el Monte Viso.  También frecuentaba teatros y museos con amigos siempre que tenía oportunidad. Sin embargo, solo iba al cine después de conocer las cualidades morales de la película, ya que le disgustaban las cosas de naturaleza vulgar e impura  Aprendió a bailar, aunque nunca le gustó mucho, como solía comentar. También sabía alemán, además de francés.
En 1922, después de meditarlo mucho, se decide a ingresar en la rama laica de los dominicos. Tras un año de iniciación, realiza sus votos como laico dominico en mayo de 1923. Al emitir sus votos, toma el nombre de fray Jerónimo, en recuerdo del fraile dominico Girolamo Savonarola, figura que le había cautivado desde el inicio de su vocación a la Orden de Santo Domingo de Guzmán.

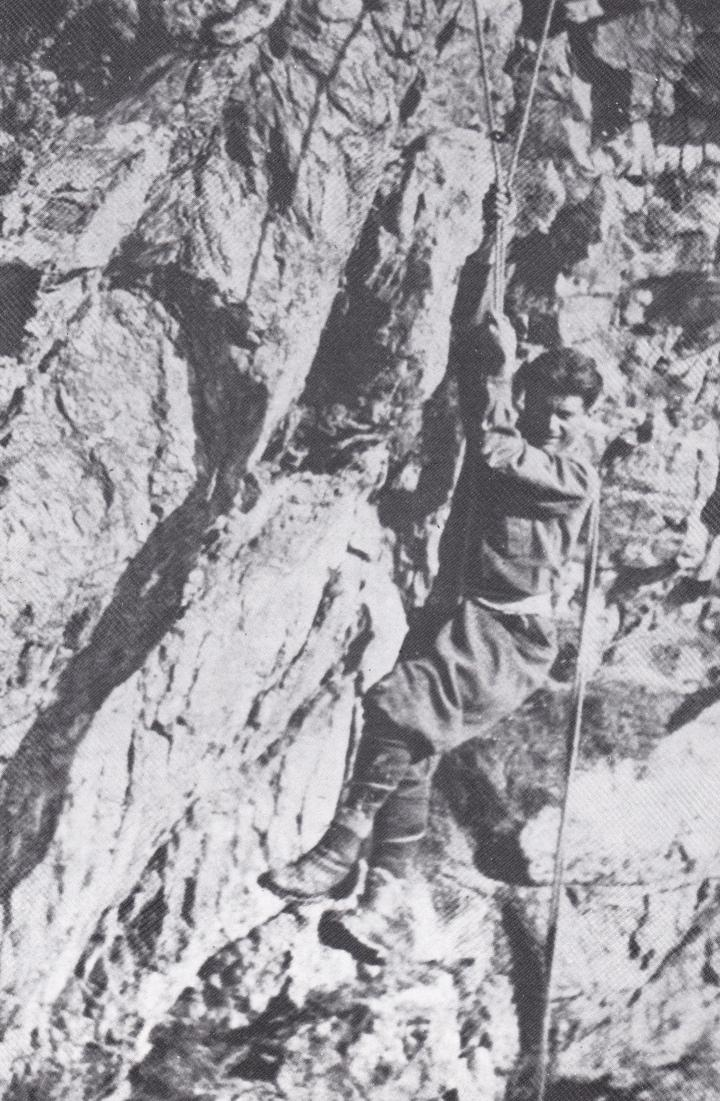
Frassati escalando en Rocca Sella, 1924.

Con sus más queridos amigos fundó un círculo denominado "I tipi loschi" (Los tipos sospechosos), que, detrás de los intentos bromistas, tenía la siguiente la máxima: "pocos pero buenos como los macarrones", y ocultó el deseo hondo de fundar la amistad sobre bases profundas: "yo quisiera que nosotros jurásemos un pacto que no conoce confines terrenos ni límites temporales: la unión en la oración", escribe a uno de sus amigos el 15 de enero de 1925. No obstante la riqueza de la familia, Pier Giorgio estaba siempre falto de dinero, porque sus padres no le daban más del necesario y a menudo era generosamente donado a sus obras de solidaridad. No muy raramente los amigos lo veían volver a casa a pie porque había dado a cualquier pobre el dinero que debía haber utilizado para el tranvía. Pero estaba contento de ser parte de la sociedad de San Vicente de Paúl, de ayudar a los pobres entrando en sus casas sucias y malolientes. "Ayudar a los necesitados", responde un día a su hermana Luciana, "es ayudar a Jesús".
Y probablemente visitando a los pobres en sus habitaciones es que enferma de poliomielitis fulminante, tremenda enfermedad que lo lleva a la muerte en una semana: el 30 de junio de 1925, volviendo de su habitual vuelta de la caridad, Pier Giorgio siente un extraño dolor de cabeza y también inapetencia. Nadie atiende sus síntomas, en este período está muriendo también la abuela, que atrae la atención de la familia entera. El joven no desea molestar con la que entiende su insignificante enfermedad.
Pier Giorgio está por morir en silencio cuando sus distraídos padres se dan cuenta de lo que le pasa, pero es muy tarde: el suero hecho traer directamente de París de ningún modo pudo salvarlo; muere el 4 de julio.

## Beatificación y canonización

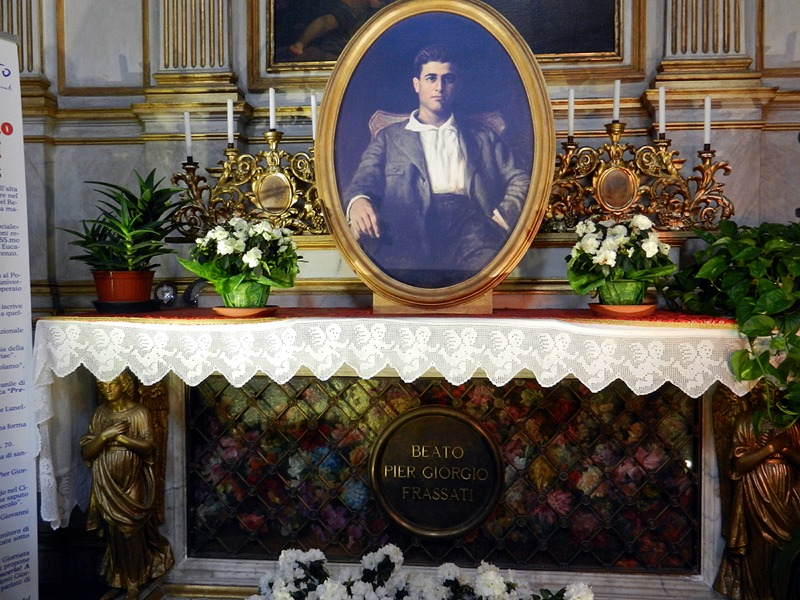
Tumba de Frassati.

Conoció a los beatos Alberto Marvelli y Giuseppina Suriano y fue colaborador de los Siervos de Dios padre Luigi Sturzo y Primo Mazzolari.
En 1981, sus restos fueron transferidos a la Catedral de Turín. Su cuerpo se encontraba incorrupto.
El Papa Juan Pablo II lo beatificó en Roma el 20 de mayo de 1990. Es patrono de la Confraternidad Católica Italiana, de los Jóvenes de Azione Cattolica Italiana y de los jóvenes de la Comunidad del Cordero.
Desde 2017 es patrono internacional de los Jóvenes de la Confederación Internacional de la Sociedad de San Vicente de Paúl.
En la frontera entre Argentina y Chile existe el cerro Piergiorgio nombrado en su honor.
El 25 de noviembre de 2024 el papa Francisco aprobó un milagro atribuido a su intercesión ante Dios, abriendo el camino para su canonización, que habría ocurrido durante el Jubileo de los Jóvenes que tendrá lugar del 28 de julio al 3 de agosto de 2025. Sin embargo, tras el anuncio de la muerte del papa Francisco el 21 de abril de 2025, la fecha de su canonización quedó en una situación indefinida. El 13 de junio de 2025, en el primer consistorio ordinario público del papa León XIV, se decretó que sería canonizado el 7 de septiembre de 2025 junto con Carlo Acutis, ambos jóvenes.